# Stein (Limburg)

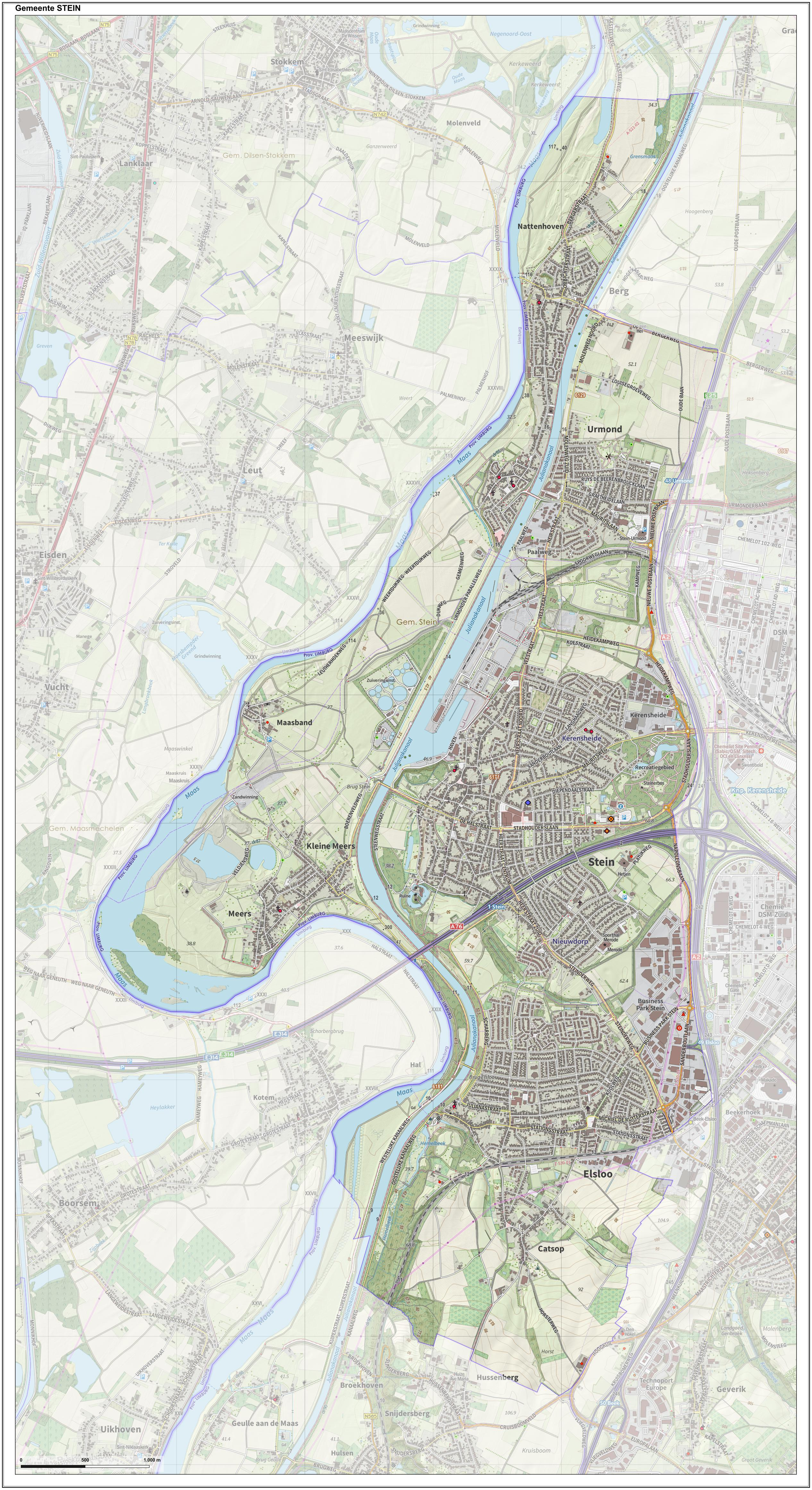
Topografische gemeentekaart van Stein, september 2022

Stein is een plaats in het zuiden van de Nederlandse provincie Limburg. Het is de hoofdplaats van de gelijknamige gemeente Stein.
De plaats ligt centraal binnen de gemeente en nabij het snelwegenknooppunt van de A2 en de A76. Bij de plaats horen ook de wijken Kerensheide (waarnaar het knooppunt is vernoemd) en Nieuwdorp. Laatstgenoemde wordt van de rest van het dorp gescheiden door de A76. Het dorp ligt onder de rook van het industriecomplex Chemelot, waar veel inwoners van Stein werken. Ook heeft Stein een haven aan het Julianakanaal, die op 17 december 1934 in gebruik is genomen.
Het hoogste gebouw van Stein was de woontoren 'De Stevel', die elf verdiepingen telde. Dit gebouw werd gesloopt om de bouw van het nieuwe winkelcentrum mogelijk te maken.
De belangrijkste recreatieve voorziening in Stein is het recreatiepark Steinerbos. In dit park bevindt zich ook een zwembad. Ander groen zijn de Wallen van Stein ten noordoosten en zuidoosten van het dorp, een restant van een oude landweer.
Naast de woonwijken horen bij Stein ook de in het buitengebied gelegen buurtschappen De Weert, Maasband, Veldschuur en Kleine Meers (in tegenstelling tot Meers, dat vanouds bij Elsloo hoort).

## Geschiedenis
De oudste bewoning stamt uit de tijd van de Bandkeramiekers (ongeveer 5.000 v.Chr.)
In de neolithische periode werd in de omgeving van Stein de Grafkelder van Stein gebouwd die wordt toegerekend aan de Seine-Oise-Marnecultuur. Om de grafkelder is in de 20e eeuw het Archeologiemuseum Stein gebouwd.
Volgens een legende werd het gebied van de Graetheide in de negende eeuw door Koning Zwentibold aan de dorpen Elsloo, Beek en Stein geschonken om deze in gemeenschappelijk gebruik te benutten. In de middeleeuwen zijn er rond het dorp de Wallen van Stein opgeworpen, een landweer.
In 1263 werd de plaats aangeduid met de Steyne en in 1268 de Steine. De naam verwijst naar een uit steen opgetrokken kasteel.
Stein groeide sterk toen het Zuid-Limburgs steenkolenbekken werd ontwikkeld. In 1926 kwam de Staatsmijn Maurits in bedrijf. Er werd van daar uit een spoorlijn aangelegd waarlangs steenkolen en chemische producten (cokesfabriek en stikstofbindingsbedrijf, 1929) naar de Haven van Stein werden vervoerd. Deze haven ligt aan het Julianakanaal, dat in 1934 werd geopend. In 1967 werd de mijn gesloten. De chemische industrie bleef, en haven en spoorverbinding bleven voor deze industrie, en ook voor de overslag van zand, grind en containers, in functie.
Door dit alles breidde Stein zich aanzienlijk uit, met Kerensheide (1939) in het noordoosten en Nieuwdorp in het zuidoosten, na de Tweede Wereldoorlog.
In 1982 werd met een gemeentelijke herindeling de fusiegemeente Stein gevormd, waarbij de vroegere kleinere gemeenten Stein, Elsloo (met Catsop en Meers) en Urmond (met Berg aan de Maas en Nattenhoven) werden opgeheven.

## Woonwijken
In totaal heeft Stein 10.730 inwoners op 1 januari 2023. Per wijk/buurt is het inwoneraantal als volgt (uit 2014):
- Oud-Stein: 3.131
- Kerensheide: 2.821
- Nieuwdorp: 2.440
- Kleine Meers: 264
- Maasband: 129
- Stein-Centrum: 2.290

## Bezienswaardigheden

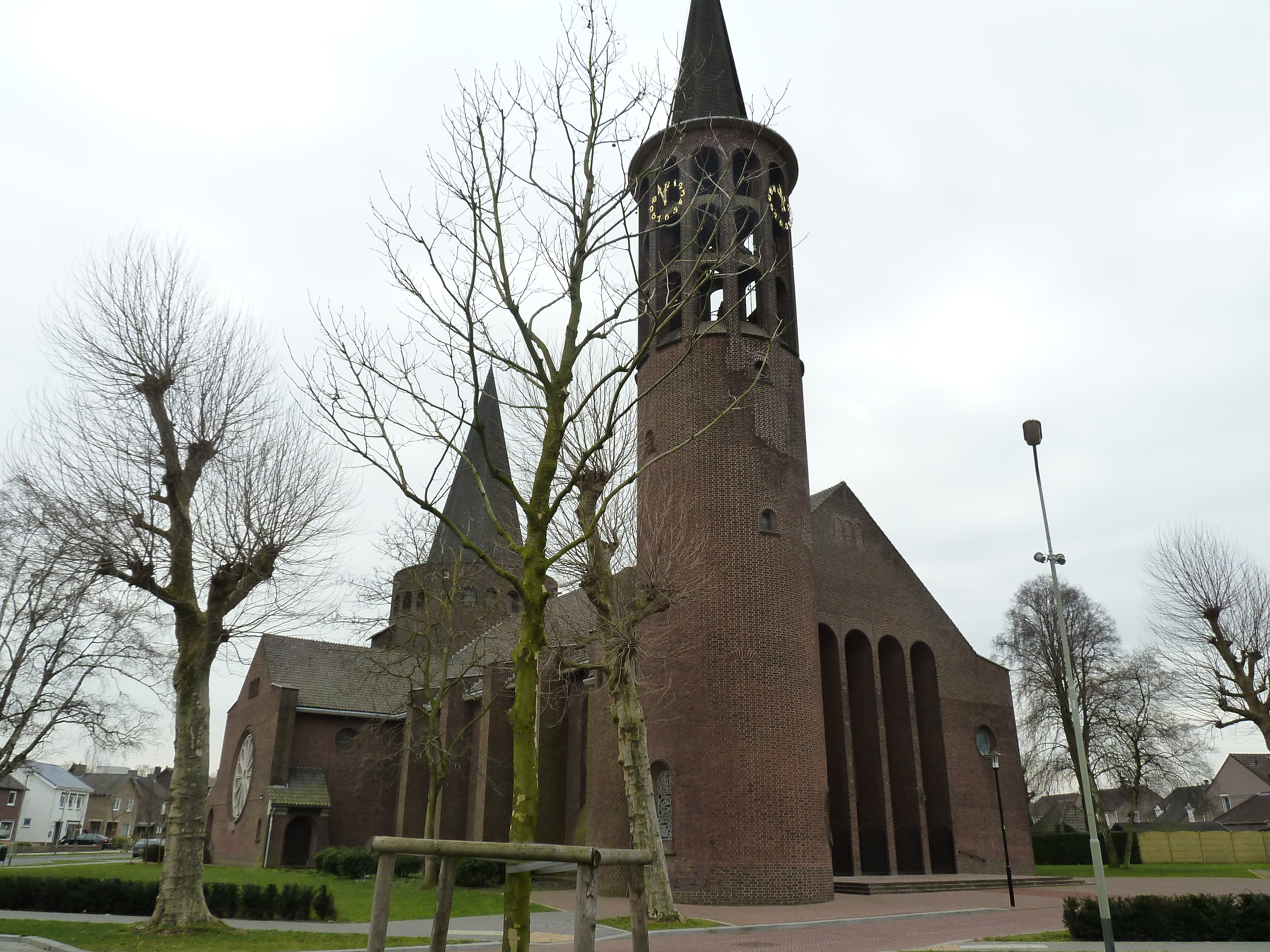
Sint-Jozefkerk

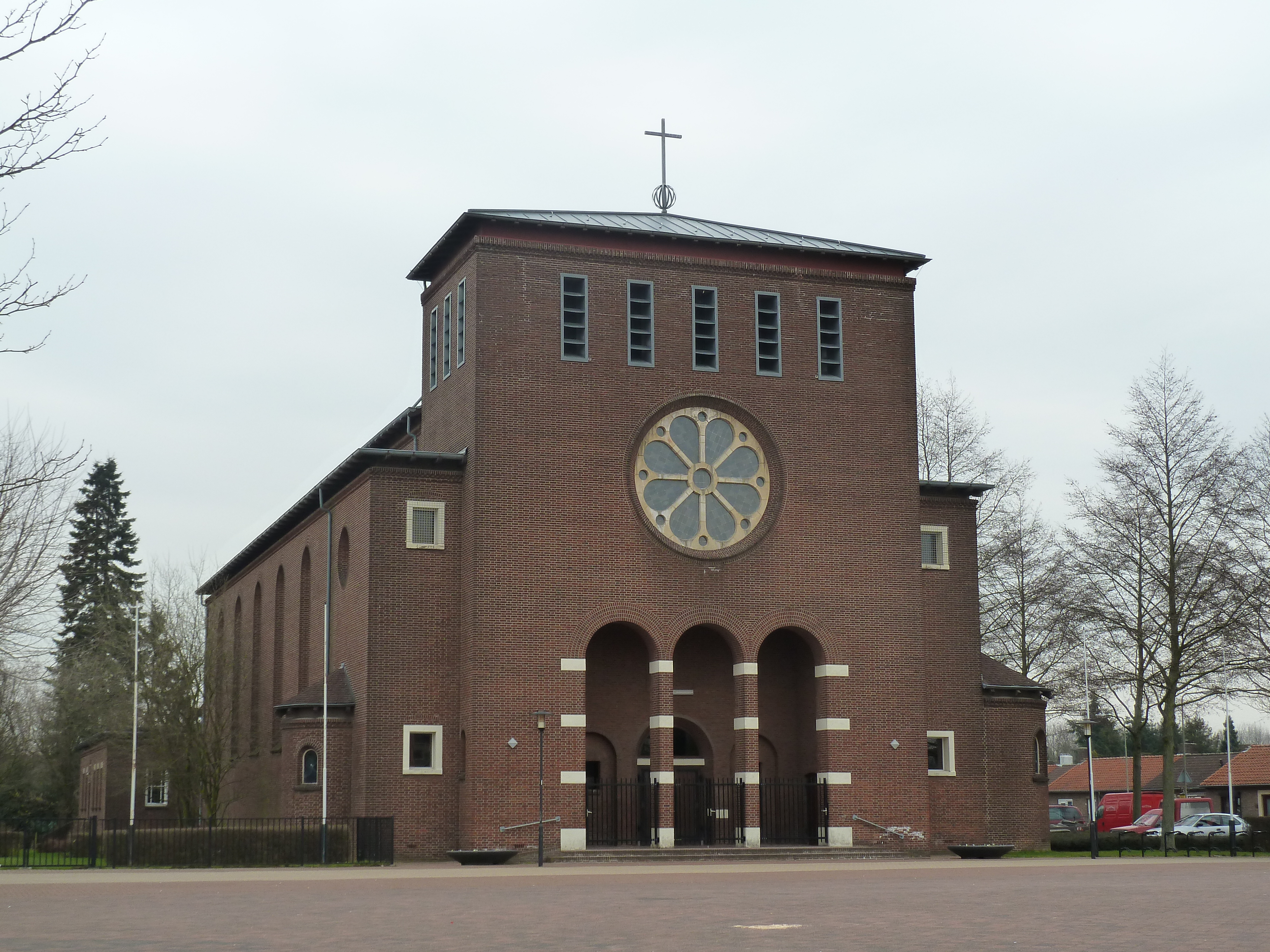
Onze-Lieve-Vrouw Hulp der Christenenkerk

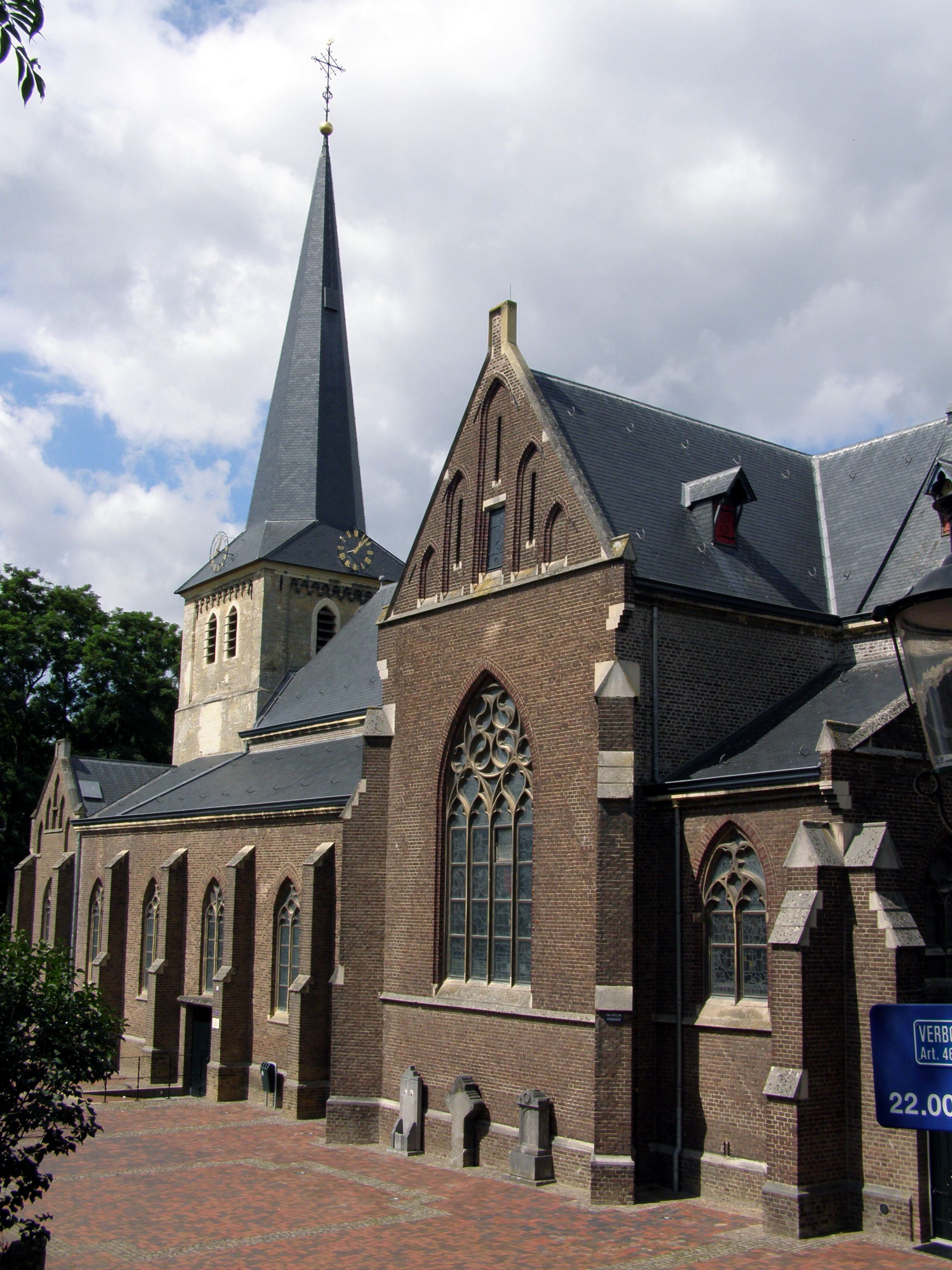
Sint-Martinuskerk

### Kerken
- Sint-Martinuskerk in de oude kern
- Sint-Jozefkerk in Kerensheide
- Onze-Lieve-Vrouw Hulp der Christenenkerk in Nieuwdorp

### Kapellen
- Onze-Lieve-Vrouwe-ter-Noodkapel (ook: Maria-in-Noodkapel), van 1750
- Mariakapel, aan Den Hoekstraat, eind 19e eeuw.
- Onze-Lieve-Vrouw-van-de-Rozenkranskapel, aan de Kelderstraat, van 1929.

### Overig
- Archeologiemuseum Stein met de Grafkelder van Stein.
- Wallen van Stein, restanten van een oude landweer.
- Kasteelruïne en voormalige watermolen
- Watermolen van Stein
- Zonput
- Recreatiepark Steinerbos
- Voormalig molenaarshuis Ondergenhousweg 15, 1729 en 1785, met 17e-eeuwse kern, tevens pachthoeve van het kasteel.
- Voormalige pachthoeve De Hof, aan Brugstraat 42, met huis van 1808.

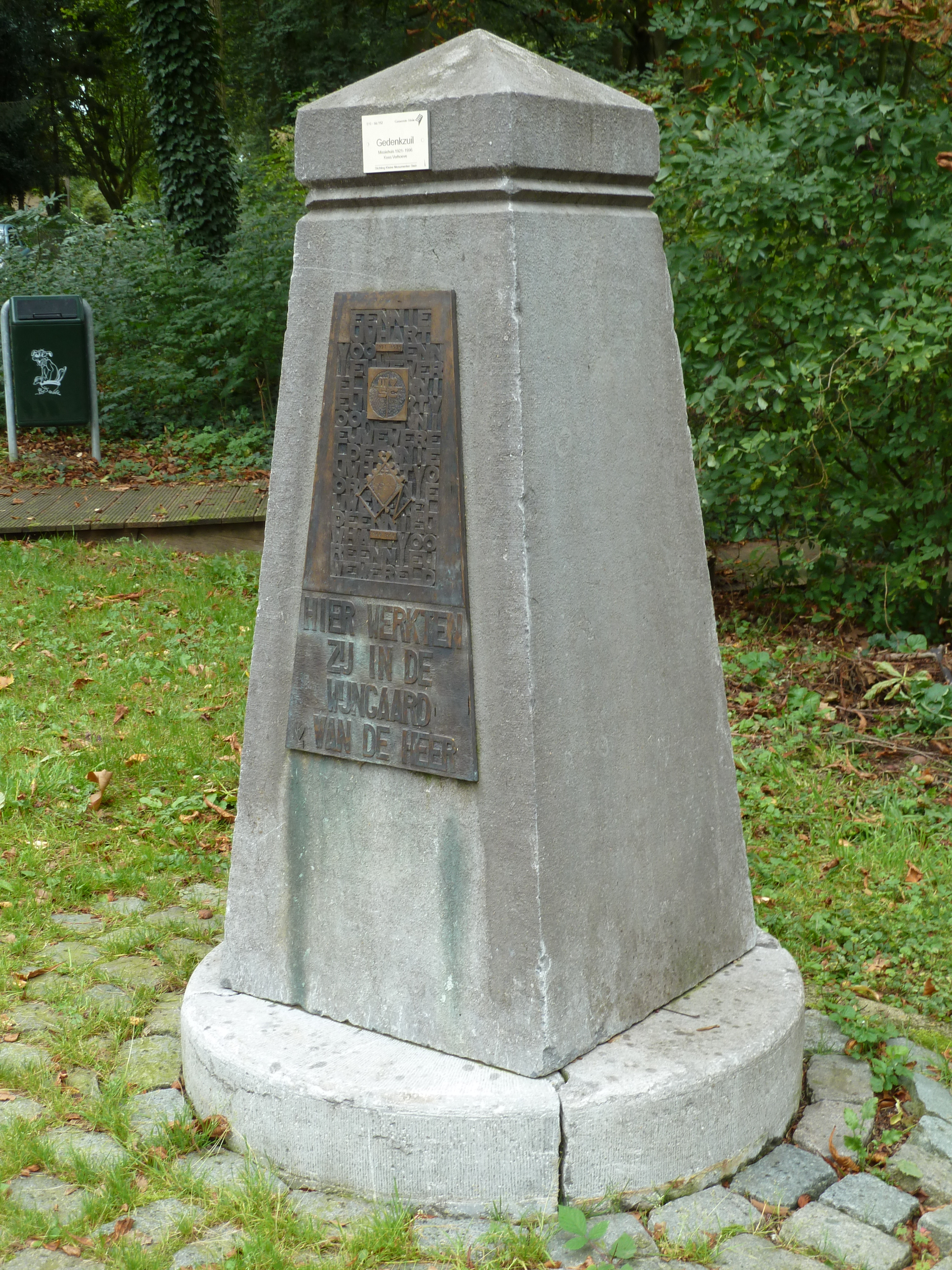
Gedenkzuil missiehuis 1921-1996 aan Nederhof
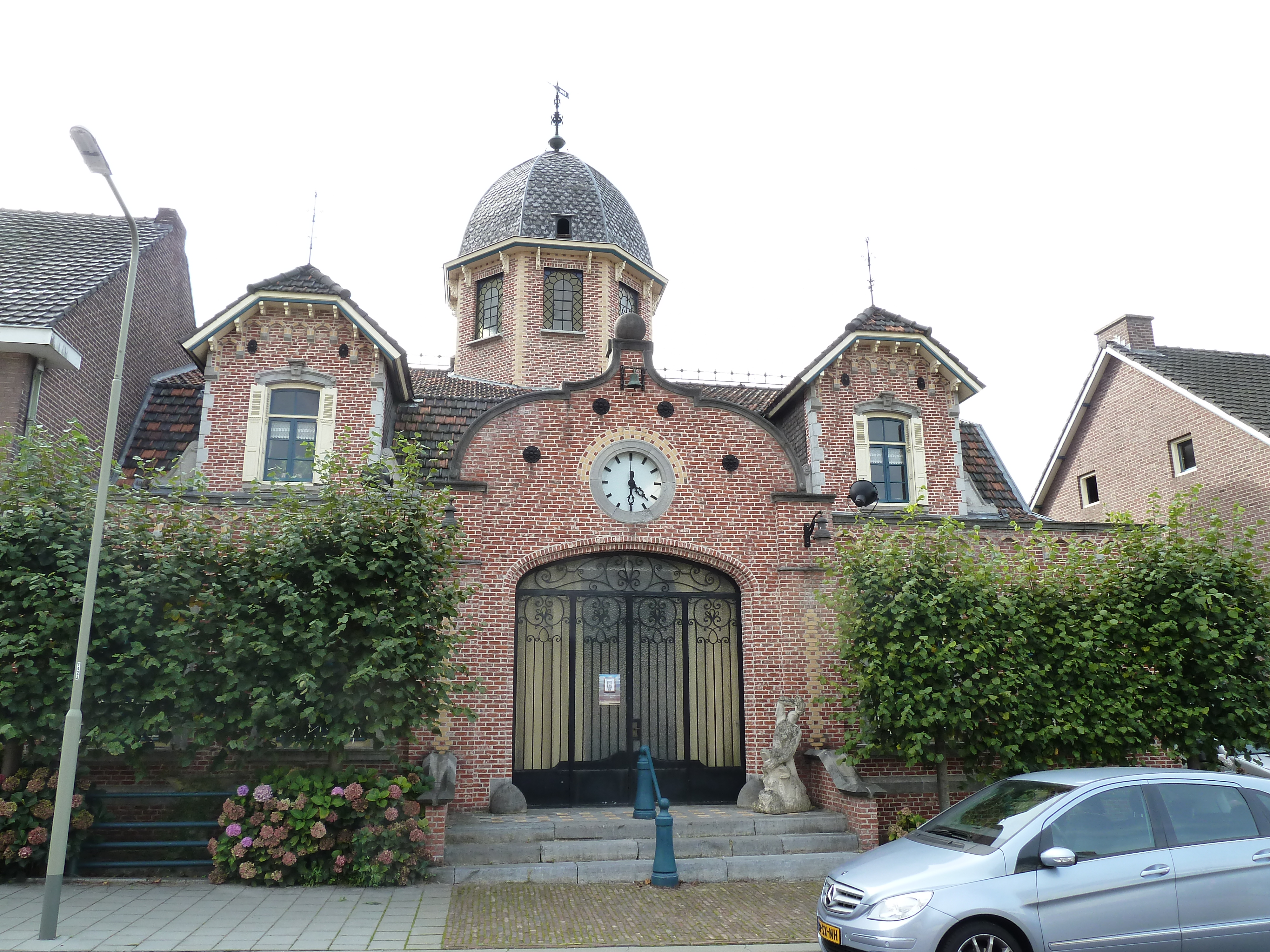
Pand aan de Havenstraat
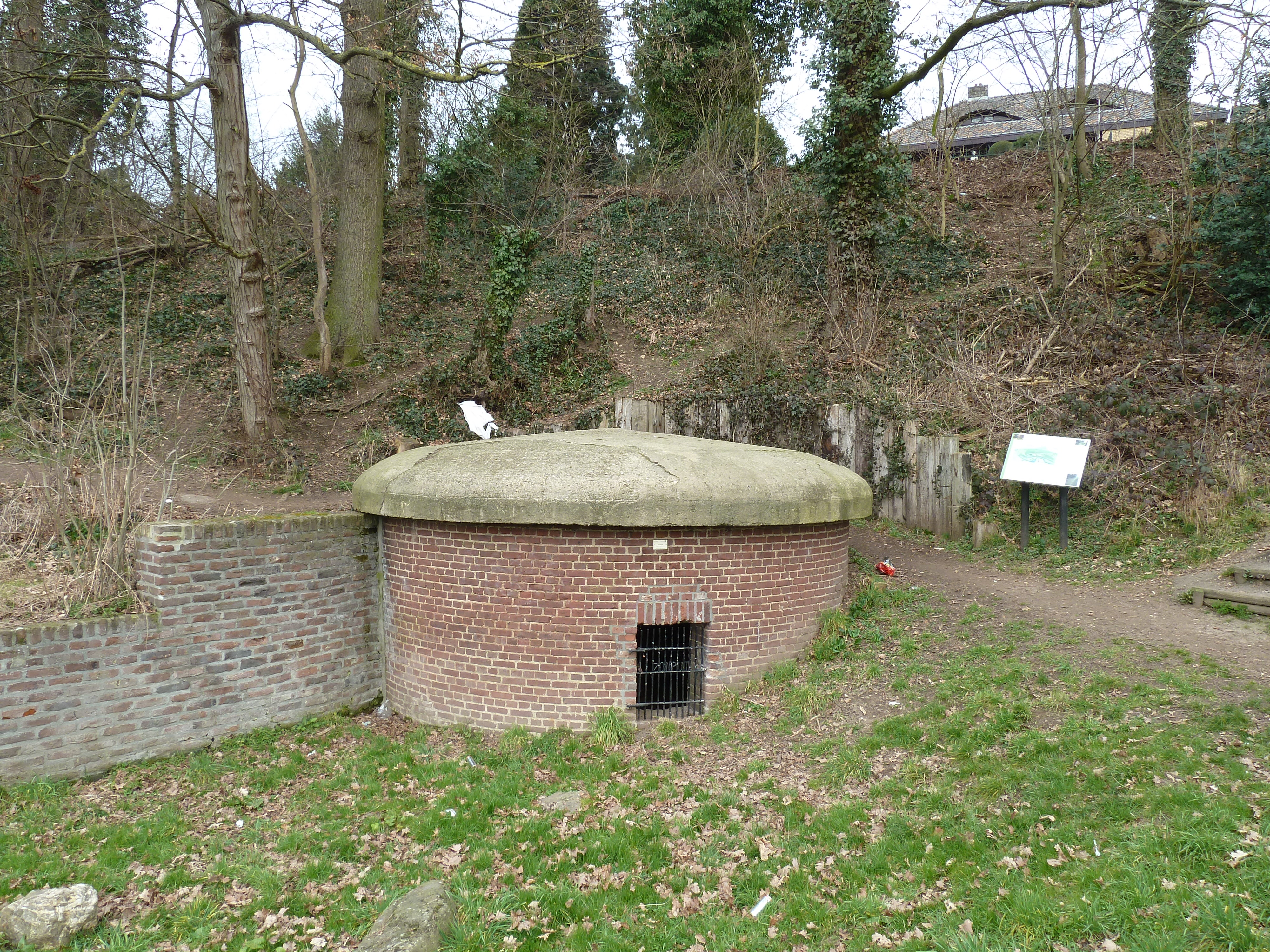
De Zonput
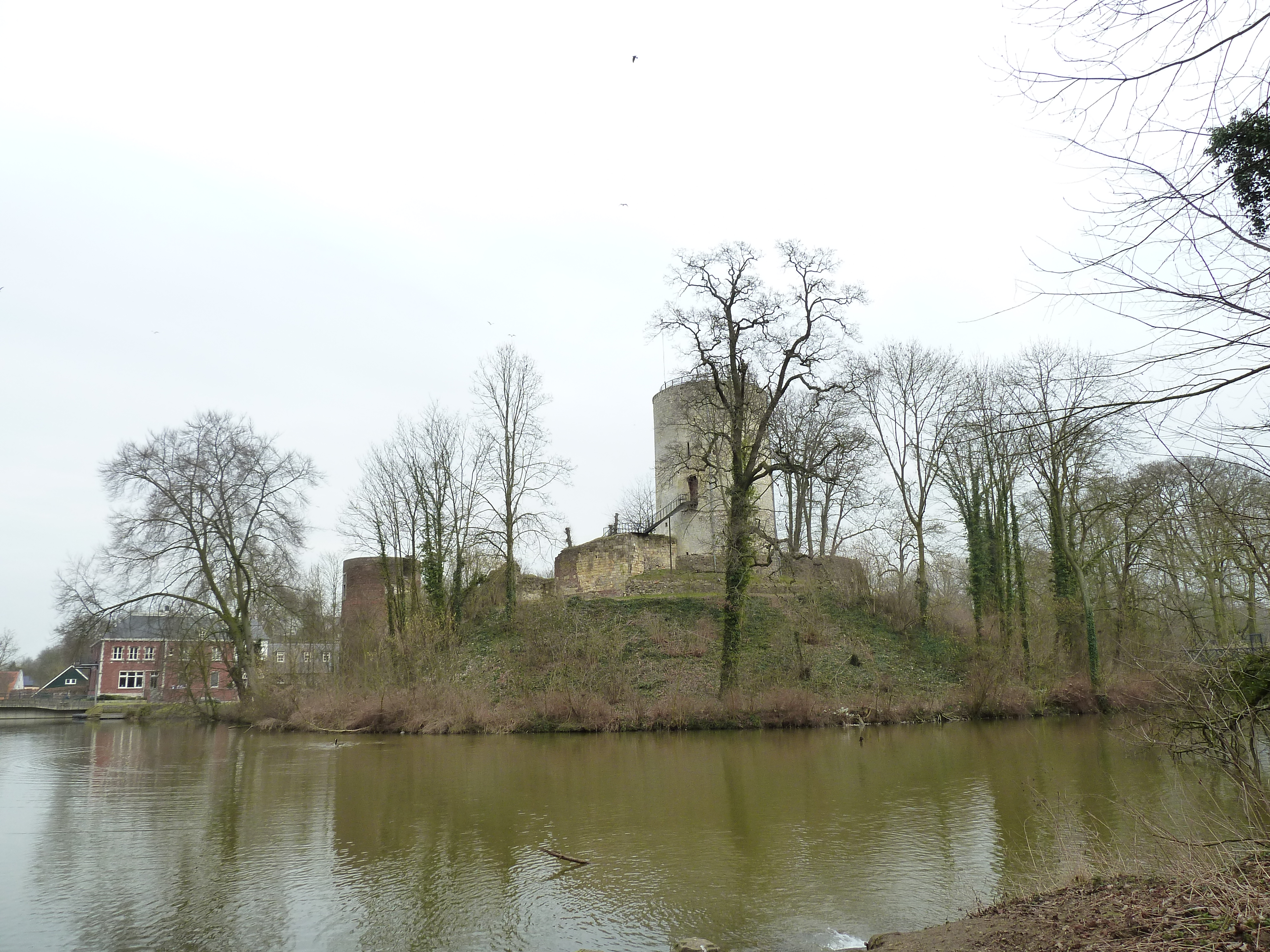
Kasteelruïne
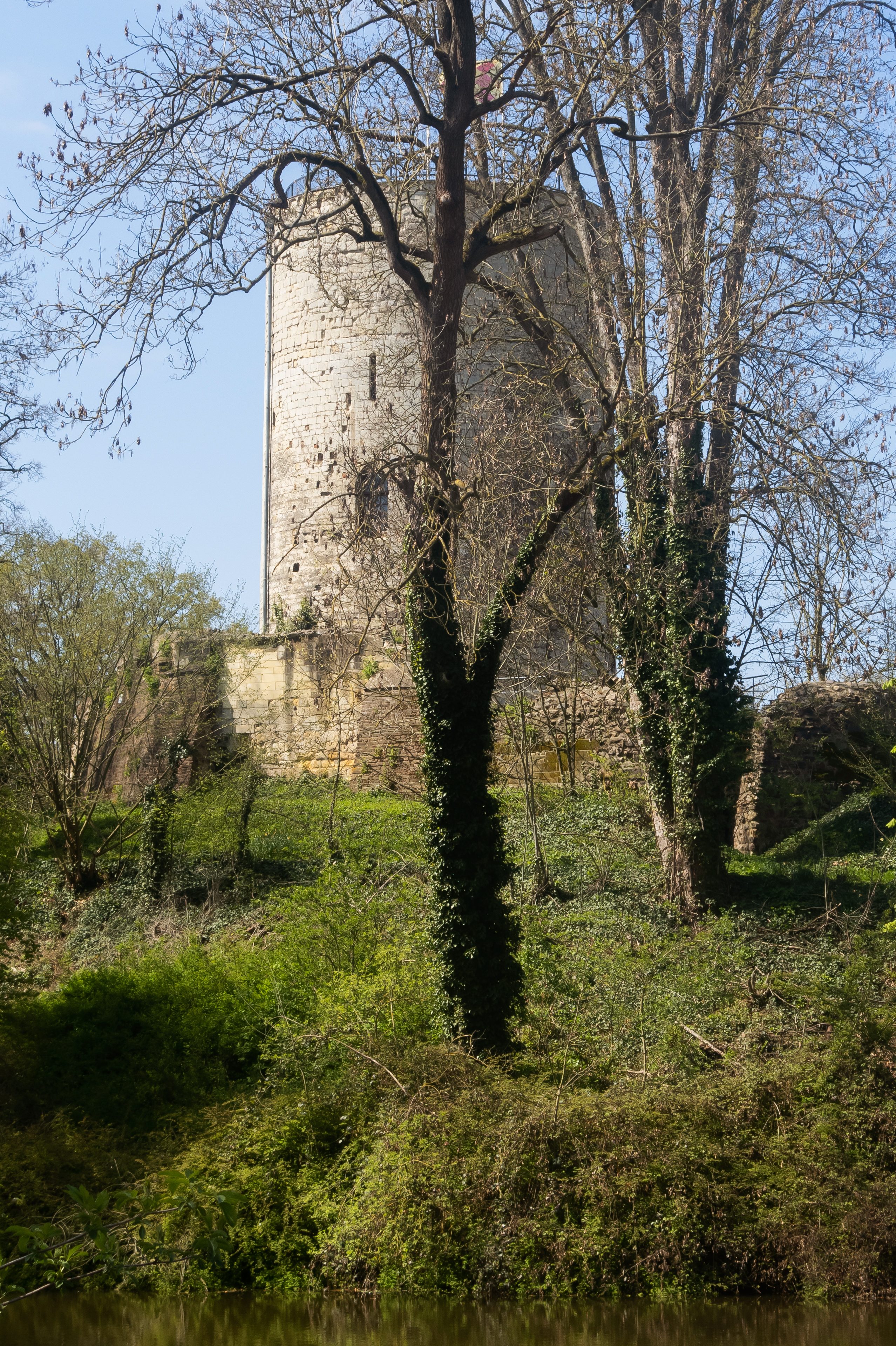
Toren van Ruïne Stein

## Natuur en landschap
Stein ligt ten oosten van het in 1934 geopende Julianakanaal op een hoogte van ongeveer 60 meter. De omgeving van Stein, gelegen op een leemplateau, is vrijwel geheel volgebouwd. Deze wordt doorsneden door de A76 en naar het oosten toe begrensd door de A2, die elkaar kruisen via het Knooppunt Kerensheide. Naar het zuiden toe scheidt een smalle buffer de bebouwing van die van Elsloo. In het noordoosten ligt het bedrijventerrein Kerensheide, in het noordwesten de Haven van Stein, en in het zuidoosten liggen, vrijwel vastgebouwd aan Stein, de bedrijventerreinen van Elsloo: Sanderboutlaan en Business Park Stein.
Groene gebieden zijn het Steinerbos, de omgeving van de kasteelruïne, en de Wallen van Stein.

## Onderwijs
In Stein bevindt zich naast een basisschool ook een middelbare school, Scholengemeenschap Groenewald, met vwo (gymnasium en atheneum), havo en vmbo.

## Brand in het winkelcentrum
Iets na middernacht op donderdag 29 oktober 2009 brak in het overdekte winkelcentrum van Stein brand uit in een kledingzaak. Waarschijnlijk door de loze ruimte tussen de plafonds en het dak van het winkelcentrum kon het vuur snel om zich heen grijpen. Binnen enkele uren was duidelijk dat het gehele winkelcentrum volledig zou uitbranden. Vanaf het begin van de brand heeft de brandweer zich geconcentreerd op de naast gelegen seniorenflat, de Stevel. Circa 100 ouderen moesten in allerijl hun huis verlaten. Tijdens de brand vielen geen gewonden, maar ruim veertig winkels, twee banken, een restaurant en zes huizen brandden volledig uit. Drie andere huizen en twee winkels werden zo zwaar beschadigd dat ze moesten worden gesloopt. De financiële schade liep in de miljoenen. De impact bij de plaatselijke bevolking was groot, daar het winkelcentrum naast een commerciële functie ook duidelijk de functie van sociale ontmoetingsplaats had. Enkele dagen na de brand werd bekendgemaakt dat er aanwijzingen waren dat de brand zou zijn aangestoken en dat de politie zelfs daders op het oog had. Het Openbaar Ministerie liet de brand onderzoeken. Bijna drie maanden na de brand werd in het eindrapport geconcludeerd dat brandstichting niet of niet meer kon worden aangetoond. Er werd een tijdelijk noodwinkelcentrum gebouwd. De brand in Stein was de grootste brand van 2009 in Nederland; verzekeraars keerden 31,5 miljoen euro uit.

## Sport en recreatie
Al sinds 1984 wordt ieder jaar in de zomer in Stein een triatlon georganiseerd. Deze triatlon behoort tot de grootste van Nederland. Hier doen vele bekende triatleten aan mee. Ook is de wielerwedstrijd de Ronde van Limburg al verschillende malen in Stein gestart.

## Geboren
- Gerardus Coumans, componist, dirigent en organist
- Mia Gommers, voormalige atlete, winnares olympisch brons
- Jean Houben, beeldhouwer, medailleur
- Hendrik Peter Mathijs (Harie) Janssen, dirigent en organist
- Patrick Kicken, radiodeejay
- Silvia Pepels, voormalig triatlete
- Wim Schepers, voormalig wielrenner
- Renée Vranken, atlete, Nederlands kampioene trailrunning
- Ralph Zeetsen, voormalig triatleet, zesvoudig Europees kampioen

## Nabijgelegen kernen
Meers, Kotem, Elsloo, Geleen, Urmond
Dorpen: Berg aan de Maas · Elsloo · Meers · Stein · Urmond

Buurtschappen, gehuchten en wijken: Catsop · De Weert · Kerensheide · Kleine Meers · Maasband · Nattenhoven · Nieuwdorp · Oud-Stein · Oud-Urmond · Stein-Centrum · Terhagen · Urmond-Oost · Veldschuur

Limburg: Steden en dorpen      Nederland: Provincies · Gemeenten
Steden in Nederlands-Limburg (met stadsrechten): Echt · Gennep · Kessel · Maastricht · Montfort · Nieuwstadt · Roermond · Sittard · Susteren · Thorn · Valkenburg · Venlo · Weert · Wessem

Steden in Belgisch-Limburg (met stadsrechten): Beringen · Bilzen · Borgloon · Bree · Dilsen-Stokkem · Genk · Halen · Hamont-Achel · Hasselt · Herk-de-Stad · Lommel · Maaseik · Peer · Sint-Truiden · Tongeren

Plaatsen in Nederlands-Limburg (met stedelijke kenmerken): Arcen · Born · Eijsden · Heerlen · Kerkrade · Neeritter · Stein · Stevensweert · Urmond

Nederlands-Limburg: Steden en dorpen